# Augustin Chaboseau
 (janvier 2022).
Si vous disposez d'ouvrages ou d'articles de référence ou si vous connaissez des sites web de qualité traitant du thème abordé ici, merci de compléter l'article en donnant les références utiles à sa vérifiabilité et en les liant à la section « Notes et références ».
Pierre-Augustin Chaboseau, dit Augustin Chaboseau, né le 17 juin 1868 à Versailles et mort le 2 janvier 1946 à Paris (1er), est un occultiste, historien et journaliste français.

## Biographie
Il est initié au martinisme par une transmission différente de celle de Papus et, lorsque les deux hommes, tous deux étudiants en médecine à l'époque, se rencontrent, ils se transmettent mutuellement ce qu’ils ont reçu et fondent en 1890 l'Ordre martiniste.
Il abandonne la médecine pour se consacrer à l'écriture.
Le 17 décembre 1902, il épouse Louise Rosalie Napias, descendante d'un fouriériste et boursière d'une fondation de Maria Deraismes ; féministe active, elle a collaboré à la revue La Fronde sous le pseudonyme de Blanche Galien. Préparatrice à l'Institut Pasteur, elle a été ensuite l'une des premières femmes pharmaciennes de France.
Chaboseau a été conservateur adjoint de la bibliothèque du musée Guimet. Engagé politiquement, militant socialiste, resté un peu à l'écart de la SFIO après l'unification de 1905, il est secrétaire particulier d'Aristide Briand pendant la Première Guerre mondiale. Après guerre, il se rapproche à nouveau des milieux socialistes. 
Il a collaboré à de très nombreux journaux et il est l'auteur d'un Essai sur la philosophie bouddhique (1891) et d'une Histoire de la Bretagne avant le XIIIe siècle (1926). Il a publié aussi dans La Petite République (des nouvelles et de petits articles d'informations générales), au Mouvement socialiste de Hubert Lagardelle et Jean Longuet, à L'Européen de Seignobos. Il appartenait à la Ligue des droits de l'Homme et fut secrétaire de rédaction de la Revue socialiste auprès d'Eugène Fournière et collabora avec Jean Longuet lorsque celui-ci fut maire de Châtenay-Malabry. Il fut aussi dans les années 1930 un des responsables du Syndicat des journalistes socialistes (membre du conseil syndical, vice-président et secrétaire général).
Après la mort de Papus en 1916, la guerre a dispersé le Suprême Conseil de l'Ordre martiniste, et plusieurs martinistes essayent de prendre la direction. Irrité de constater les nombreuses déviances du martinisme lyonnais et parisien, Chaboseau réunit une partie des survivants du Suprême Conseil de 1891, et remet l'Ordre sur pied en 1931, en ajoutant au nom le qualificatif de « Traditionnel » pour le distinguer des autres mouvements.
Élu Grand Maître, Augustin laisse pourtant le poste à Victor-Émile Michelet. À la mort de Michelet, en janvier 1938, Augustin reprend la fonction de Grand Maître et fait entrer, à la fin de l'année 1939, l'Ordre martiniste Traditionnel à la FUDOSI (Fédération universelle des ordres et sociétés
initiatiques).
Également franc-maçon, Augustin Chaboseau a une vie maçonnique assez remplie. Il est reçu apprenti dans la loge « L'Action Socialiste » du Grand Orient de France en mai 1907, il fréquente ensuite la loge du Foyer Maçonnique, où il devient maître. À partir de 1919, il délaisse cependant cette loge pour fréquenter l'obédience du Droit humain[réf. nécessaire].
Passionné par la protection de la nature, Augustin Chaboseau a contribué à sauver le Parc de Sceaux ; grâce à la Société pour la protection des Paysages de France et l'appui de diverses personnalités, il réussit à éviter la destruction du parc en faisant acheter la propriété par le département de la Seine, en juillet 1923. Sur la proposition d'Augustin Chaboseau d'installer dans le château de Sceaux un musée historique archéologique d'Île-de-France, le projet est adopté en décembre 1930 et Augustin Chaboseau est nommé adjoint du directeur Jean Robiquet jusqu'à la déclaration de guerre en 1939, lorsqu'il fuit Paris avec ses petits-enfants et termine à Saint-Servan (près de Saint-Malo) ses deuxième et troisième volumes de son Histoire de la Bretagne.
Il meurt à Paris le 2 janvier 1946.

## Publications
- Essai sur la Philosophie Bouddhique – 1891
- Serbes, Croates et Slovènes – 1919
- La Bretagne, musée des religions – 1925 (article dans le Mercure de France )
- Histoire de la Bretagne avant le XIIIe siècle – 1926